# Europese Mensenrechtenprijs
De Europese Mensenrechtenprijs, ook Mensenrechtenprijs van de Raad van Europa en Council of Europe Human Rights Prize, is een onderscheiding die driejaarlijks wordt uitgereikt door de Raad van Europa. Het betreft een ereprijs zonder financiële schenking.
De prijs wordt aan individuen, instellingen en organisaties uitgereikt die zich inspannen voor een uitstekende bijdrage in de bescherming of de verbetering van de rechten van de mens, in overeenstemming met de principes voor de individuele vrijheid, politieke vrijheid en de grondrechten. In 2013 werd de prijs vernoemd naar de in 2011 overleden Tsjechische dissidente toneelschrijver en president Václav Havel. De helft van de juryleden wordt sindsdien aangewezen door de Václav Havelbibliotheek en de Charta 77 Stichting. De weduwe Havel is eregast bij de jaarlijkse prijsuitreiking tijdens de najaarszitting van de Assemblée van de Raad van Europa.

De prijs wordt wel verward met de Europese Prijs voor Mensenrechten van de Europese Cultuurstichting (European Foundation for Culture) en de Sacharovprijs die wordt uitgereikt door het Europese Parlement.

## Prijsdragers
De prijs werd elke drie jaar uitgereikt tussen 1980 en 1998:
- 1980 - Internationale Commissie van Juristen
- 1983 - De medische sectie van Amnesty International
- 1986 - Christian Broda en Raúl Alfonsín
- 1989 - Lech Wałęsa en de Helsinki Comité voor Mensenrechten
- 1992 - Felix Ermacora en Artsen zonder Grenzen
- 1995 - Sergej Adamovitsj Kovaljov en Raoul Wallenberg
- 1998 - İnsan Hakları Derneği, Chiara Lubich en het Committee on the Administration of Justice
- 2009 - British Irish Rights Watch[3]
- 2011 - Committee against Torture, Rusland[4]
- 2013 - Malala Yousafzai

### Václav Havelprijs voor mensenrechten
- 2013 Ales Bialiatski
- 2014 Anar Mammadli
- 2015 Ludmilla Alexeeva
- 2016 Nadia Murad
- 2017 Murat Arslan
- 2018 Oyub Titiev
- 2019 Ilham Tohti en het Jeugdinitiatief voor Mensenrechten
- 2020 Loujain Alhathloul
- 2021 Maria Kalesnikava
- 2022 Vladimir Kara-Murza
- 2023 Osman Kavala
- 2024 María Corina Machado